# Зловещие мертвецы
«Зловещие мертвецы» (англ. Evil Dead) — медиафраншиза, созданная режиссёром и сценаристом Сэмом Рэйми. Она включает в себя оригинальную трилогию фильмов, ремейк, комиксы, мюзикл, книги, компьютерные игры. Сюжет всех произведений вращается вокруг древней шумерской книги Некрономикон Эксмортис, которая способна превращать людей в дедайтов — живых мертвецов, одержимых кандарийскими демонами. Первые три фильма и сериал сделаны в жанре комедии и ужасов.

## Фильмы

### «В лесах»
Короткометражный фильм ужасов, снятый в 1978 году.

### «Зловещие мертвецы»

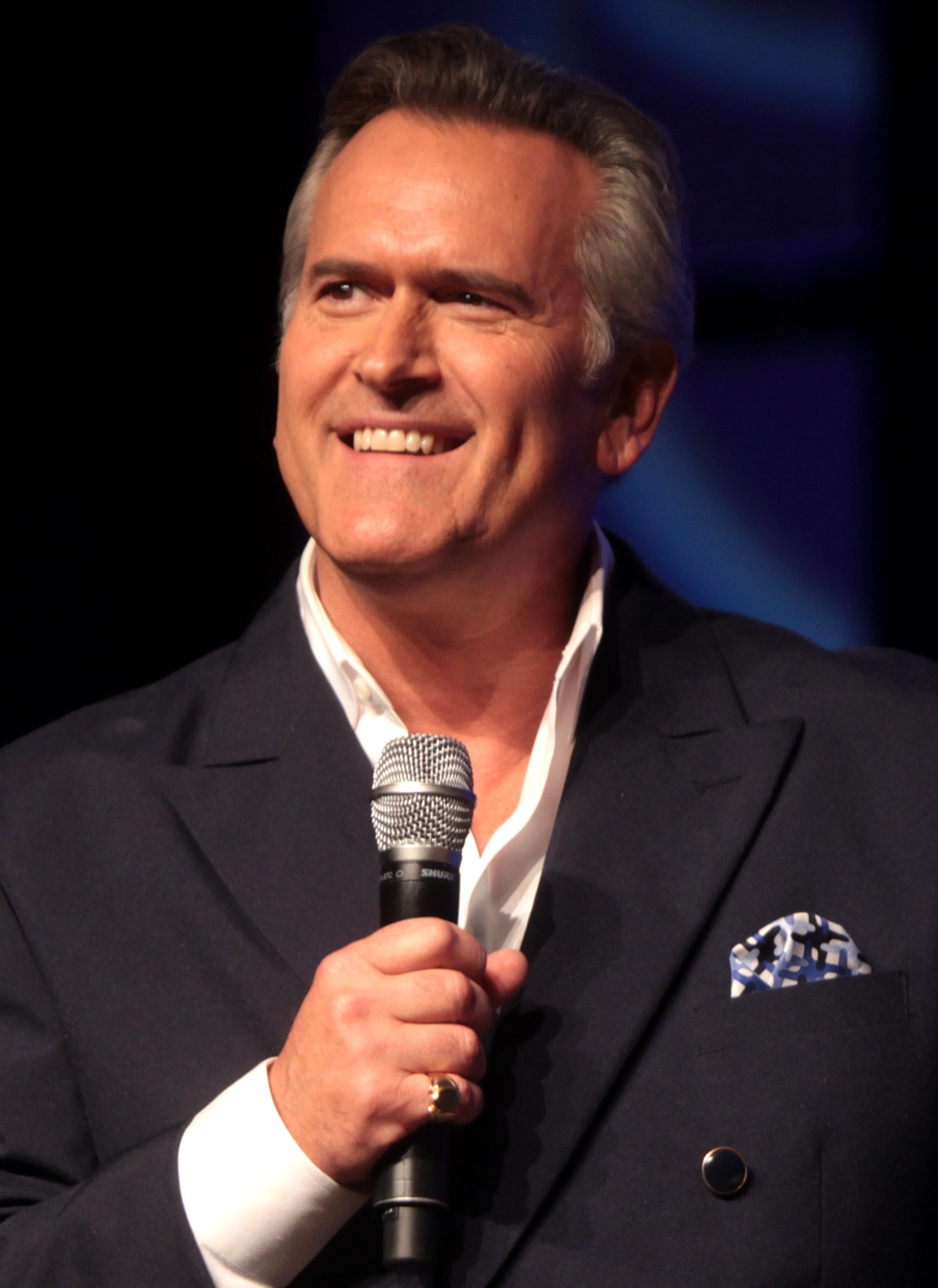
Брюс Кэмпбелл, исполнитель роли Эша Уильямса

Первый фильм серии, снятый в 1981 году.

### «Зловещие мертвецы 2»
Выпущенный в 1987 году фильм, являющийся продолжением первого фильма.

### «Армия тьмы»
Третий фильм серии, увидевший свет в 1992 году.

### «Зловещие мертвецы: Чёрная книга»
Ремейк первого фильма, снятый Федерико Альваресом.

### «Восстание зловещих мертвецов»
Фильм вышел в 2023 году.

## Сериал
- «Эш против зловещих мертвецов» — 31 октября 2015 на телеканале Starz состоялась премьера сериала с Брюсом Кэмпбеллом в главной роли.[1]

## Комиксы
Комиксы продолжают события оригинальной трилогии и сводят Эша Уильямса с такими персонажами как: злодеи из знаменитых серий фильмов ужасов — Фредди Крюгером (Кошмар на улице Вязов), Джейсоном Вурхизом (Пятница 13-е), Гербертом Уэстом (Реаниматор) и с монстрами классических фильмов ужасов — Дракулой, монстром Франкенштейна, Человеком-Волком и Мумией, а также с Зеной, королевой воинов, Человеком тьмы, персонажами комиксов Marvel и даже с бывшим президентом США Бараком Обамой.

## Мюзикл
Мюзикл по мотивам оригинальной трилогии фильмов.

## Игры

### Игры во вселенной
- 1984: The Evil Dead для Commodore 64 и ZX Spectrum.
- 2000: Evil Dead: Hail to the King для PlayStation, Dreamcast, PC.
- 2003: Evil Dead: A Fistful of Boomstick для PlayStation 2 и Xbox.
- 2005: Evil Dead: Regeneration для PlayStation 2, Xbox, ПК.
- 2011: Army of Darkness: Defense для iOS и Android.
- 2011: Evil Dead: The Game для iOS.
- 2016: TerrorDrome: Rise Of The Boogeymen для ПК.
- 2022: Evil Dead: The Game для ПК, PlayStation 5, Xbox Series X, PlayStation 4, Xbox One и Nintendo Switch.

### Упоминания
Эш Уильямс появляется как неиграбельный персонаж в игре Poker Night 2.
В 2019 году Эш Уильямс появился как играбельный персонаж в игре «Dead by Daylight».

## Книги
В 1994 издательство «БАДППР» в России выпустило книгу «Зловещие мертвецы». Автором книги, в которую вошли пересказы фильмов «Пятница, 13-е» и «Зловещие мертвецы», указывается Бетси Палмер, что является псевдонимом Мирослава и Владимира Адамчиков. На некоторых интернет ресурсах авторами фигурируют Сэм и Айвен Райме.

## Культурные отсылки
- Зловещие мертвецы — третий альбом русской рок-группы «Сектор газа», 1990
- Evil Dead — песня из дебютного альбома американской дэт-метал группы Death.
- Dead by Dawn — песня дэт-метал группы Deicide с одноимённого первого альбома Deicide
- Ex-Mørtis — песня из альбома The Silver Scream 2: Welcome to Horrorwood американской металкор группы Ice Nine Kills

## Пародии и отсылки
- «Меня зовут Брюс» — комедия, режиссёр и исполнитель главной роли — Брюс Кэмпбелл. По сюжету жители маленького городка, посмотрев фильмы «Зловещие мертвецы», решают, что актёр, сыгравший Эша Уильямса, сможет справиться с нечистью, напавшей на город.
- «Зловещая головка» — порнографический фильм ужасов по мотивам «Зловещих мертвецов».[5]
- Телесериал «Калейдоскоп ужасов» — вторая история в первом эпизоде второго сезона «Некоммерческое телевидение мертвецов» (англ. Public Television of the Dead), режиссёр Грег Никотеро. Младший брат Сэма Рэйми Тед играет Теда Рэйми. Эпизод, как и фильмы, основан на чтении Некрономикона, которое приводит к появлению дедайтов.